# Махул – Уран – Шікрапур
Махул – Уран – Шікрапур – трубопровідна система для транспортування зріджених вуглеводневих газів у індійському штаті Махараштра.
У східній частина агломерації Мумбаї в районі Махул діють нафтопереробні заводи компанії BPCL та HPCL, під час роботи яких отримують значні обсяги зрідженого нафтового газу (пропан-бутанова фракція). Крім того, в Махул знаходиться портовий термінал компанії Aegis, що забезпечує ввезення пропану та бутану (а також за потреби їх змішування у замовленій пропорції). Традиційно доставка ЗНГ на заводи з його фасування здійснювалась автоцистернами, допоки у 2010-х роках не реалізували два трубопровідні проекти, що мали за мету покращити рентабельність та посилити безпеку процесу.
Спершу в 2014-му почав роботу трубопровід від Махул до належного BPCL заводу фасування в Урані (на протилежній стороні гавані Мамбай, неподалік від потужного газопереробного заводу Уран, який також є великим продуцентом ЗНГ). Ця лінія має довжину 28 км (з яких біля половини припадає на офшорну ділянку), виконана в діаметрі 250 мм та має проектну пропускну здатність у 0,8 млн тон на рік.
У 2019-му ввели в дію трубопровід, що сполучив два належні BPCL заводи фасування – в Урані та Шікрапурі. Основна ділянка трубопроводу має довжину 157 км та виконана в діаметрі 300 мм. Крім того, існують два відгалуження завдовжки 7 км та 5 км з діаметром по 250 мм, які прямують до розташованих в Чакані заводів фасування компаній HPCL та lOCL.